# 김성희 (탁구 선수)
김성희(1968년 11월 25일~)는 조선민주주의인민공화국의 탁구 선수로, 1987년 세계 탁구 선수권 대회 남자 단체전에서 동메달을 획득했다.